# Rudolf Hofmeister
Rudolf Richard Hofmeister (17. května 1868 Rožmitál – 6. října 1934 Rožmitál pod Třemšínem) byl český rukavičkář, historik a spisovatel. Stal se známým svými knihami s pravěkou tematikou – Život v pravěku a Pravěk, ve kterých kombinoval fantastické příběhy s literaturou faktu.

## Životopis

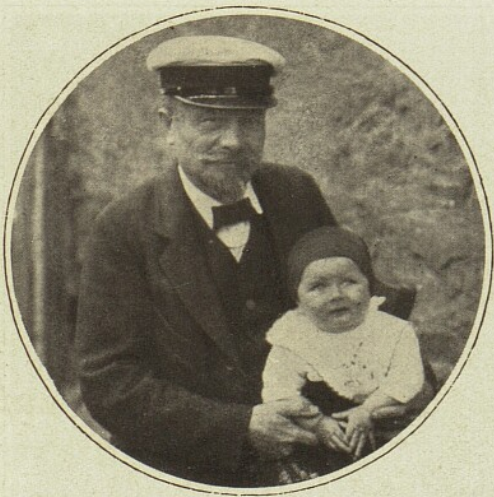
Rudolf Hofmeister s vnoučetem, 1922

### Dětství
Narodil se 17. května 1868 jircháři Aloisu Hofmeisterovi a Otilii Hofmeistrové (Reinišové) v Rožmitále jako jedno z dvanácti dětí. Jeho rod pocházel původem z Přeštic a jirchářské řemeslo se v něm předávalo po generace. Otec zakoupil rodinný dům mezi mlýnským náhonem a Jalovým potokem v Rožmitále poté, co se oženil v roce 1864. Původní dřevěné stavení, přestavěl na zděný dům a provozoval v něm jirchářskou dílnu. Rodině se dařilo až do roku 1871, kdy Rožmitál postihl rozsáhlý požár, při kterém shořelo 177 obytných domů, včetně domu Hofmeisterových. Aby si mohli postavit nový dům, musela se rodina silně zadlužit. Dluhy pak rodinu provázely po celý život a z toho důvodu nebylo moc peněz ani na vzdělání dětí, takže mladý a nadaný Rufolf mohl vystudovat jen obecnou školu, která měla v Rožmitále jen čtyři třídy, takže aby vyhověl tehdejšímu zákonu o osmileté školní docházce, musel čtvrtý ročník absolvovat pětkrát. Už v dětství projevoval zájem o literaturu a historii. Jeho lásku k vlasti a národu silně podnítila kniha Václava Beneše Třebízského, Pod Skalami. Když mu bylo jedenáct let, přizval si ho jeho téměř slepý strýc Dr. Jan Kerber, aby mu podle jeho diktátu zapisoval místopis Rožmitálu. Kerberův nastřádaný historický materiál však po jeho smrti jeho příbuzní spálili.

### Učení na rukavičkáře
Když dochodil obecnou školu, rodina na tom nebyla finančně dobře. Otec rozhodl, že se Rudolf vyučí rukavičkářem,a dal ho do učení k Václavu Muschikovi z Mariánských lázní. Ve firmě byl jediný Čech, němečtí učni si ho proto dobírali. Rudolf zde byl nešťastný i proto, že viděl nádheru a bohatství lázní, která v jeho očích silně kontrastovala s životem udřených rodičů. Prosil otce, aby ho z Mariánských lázní odvezl. Ten sice nejdříve nechtěl, ale poté pochopil, že se syn trápí. Poté Rudolf nastoupil do učení v Karlíně. Učil se stříhat rukavičky a snažil se z nízkého platu ušetřit peníze na knihy. Skládal básně a po večer psal své verze českých dějin. V Praze se seznámil s šefcovským učněm z Hutí u Rožmitálu, Josefem Kotrbatým, který psal rýmovačky, tzv. granáty do Humoristických listů. Díky němu pochopil, že může své básně publikovat a ještě za ně získat i malý honorář. Kotrbatý, kterého mistr posílal za vlivnými zákazníky s obuví, jednou tajně odnesl s polobotkami i Rudolfovy verše Jaroslavu Vrchlickému. Ten pak Rudolfovi vzkázal, ať k němu přijde na návštěvu, kde mu některé básně pochválil a jinak ho poučil o základních básnických zákonitostech. Svůj první rukopis básní však spálil, kvůli nedostatku sebevědomí.

### První pokusy o psaní prózy
Jeho první pokus o zveřejnění povídky se mu nezdařil. Rukopis, který zaslal do časopisu Hvězda, dostal zpět. V roce 1885, když mu bylo 17 let skončil s učením. Poté v Praze pracoval v několika různých rukavičkářských závodech. Stal se knihovníkem Rukavičkářské besedy a několikrát přispěl do Rukavičkářských listů, kde líčil poměry v tomto řemesle. Jako abstinentovi mu vadilo všeobecné opilství dělníků, které vnímal s odporem, což se promítlo i do jeho tvorby.
V roce 1888 poslal do Národních listů svou povídku Obětavost o chudém inteligentním dělníkovi, který nechce mít děti, aby měl dostatek peněz na založení živnosti a tak se svou ženou žije jako se sestrou. Ta miluje jeho přítele, ale sebezapřením zůstává manželovi věrná. Rubriku spravoval Jan Neruda, který Rudolfovi v odpovědi napsal, že má talent, ale děj povídky je čirou nemožností, a měl by si více všímat skutečného života. Další výtku mu udělil M. A. Šímáček z redakce Světozoru, který mu vyčinil, že je na svůj mladý věk příliš depresivní a měl by na svět hledět veseleji. V této době, na tom mladý Rudolf nebyl dobře ani po zdravotní stránce. Dlouhá pracovní doba a čtení na úkor spánku se podepsalo na jeho tělesné zdatnosti natolik, že si napsal i vlastní epitaf. Proto se rozhodl, že již nebude psát pesimistické básně a nebude se uzavírat před světem. Začal chodit do společnosti a oblíbil si tanec. V roce 1888 mu poprvé zveřejnil básně časopis Jitřenka. O rok později již psal fejetony do méně známých listů, kde si ho všiml redaktor sociálně-demokratického čtrnáctideníku Heslo, E. Kreibich, který ho požádal, aby přispíval do jeho listu.
Vyučil se rukavičkářskému řemeslu a u tohoto řemesla i zůstal. Napřed jako dělník, pak dílovedoucí, po čase si zařídil v rodném městě rukavičkářskou živnost. Mezitím stačil vystudovat soukromou obchodní školu a dva roky byl také účetním ve velkoobchodě.
Měl dvě velké životní záliby. Studium prehistorie i paleontologie (vědy o pravěkém životě) a psaní. Počátkem 20. století postupně vytvořil sérii knih s pravěkou tematikou – epopej lidstva, kde vymyšlené, mnohdy fantastické příběhy kombinoval s literaturou faktu. Psal také životopisy, cestopisy, povídky a další sci-fi romány. Spolu s Eduardem Štorchem bývá považován za zakladatele „pravěké povídky“ na našem území.
Ve dnech 19. a 20. srpna 1933 probíhala oslava jeho 65. narozenin (přestože se narodil 17. května). Během oslav proběhl promenádní koncert na náměstí v Rožmitále a také byla otevřena turistická stezka R. R. Hofmeistra. Ulice Komenského, kde Hofmeister žil, byla přejmenována na Hofmeisterovu.
Často rád přeplavával přes Rožmitálský rybník, to se mu také stalo osudným. Zemřel na zápal plic a je pohřben v Rožmitále pod Třemšínem.

### Rodinný život
Dne 2. srpna 1899 se v Čížové oženil s Marií Němečkovou (1880–??)., se kterou měl dceru Ludmilu (1900–??).

## Dílo

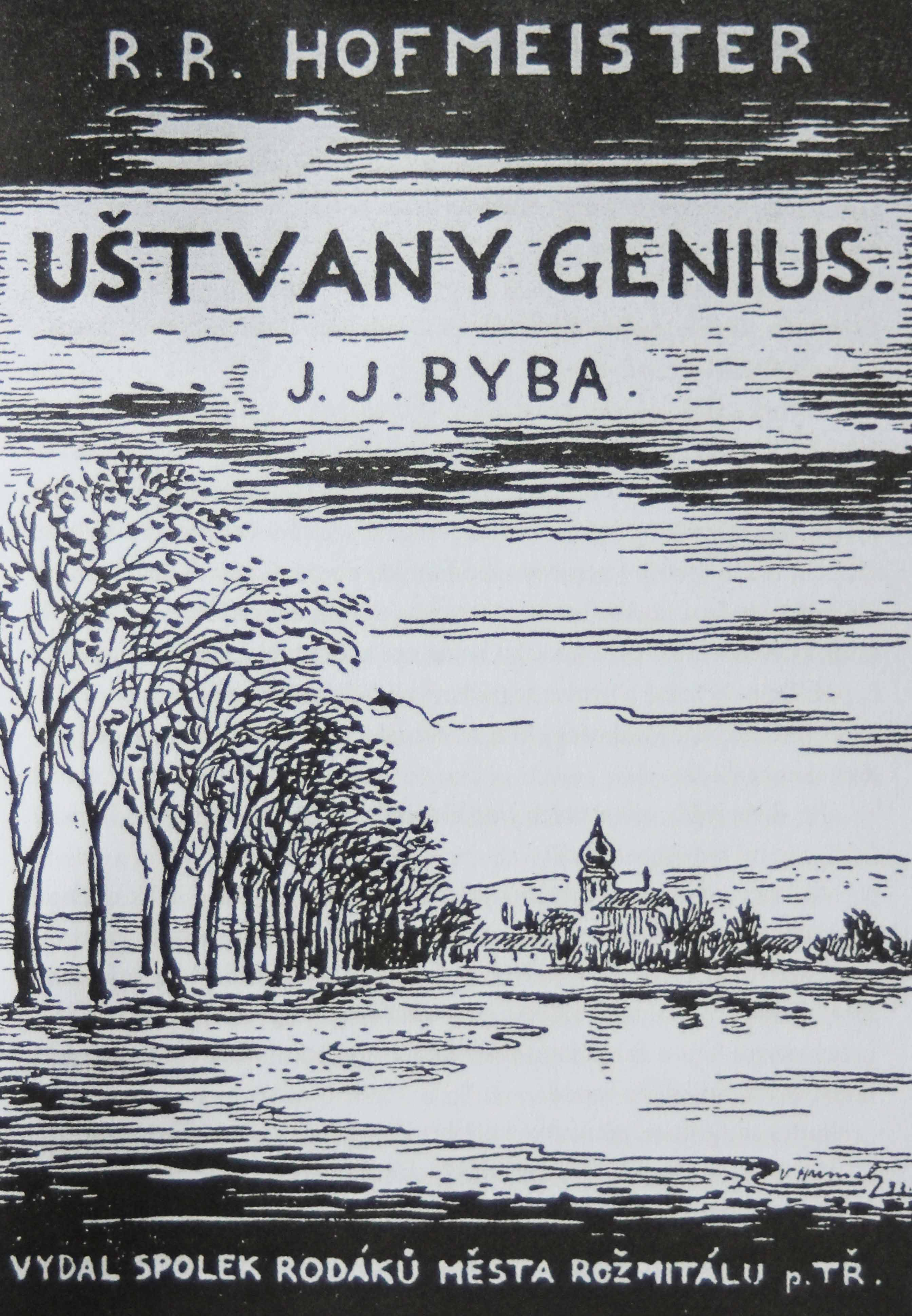
Obálka knihy Uštvaný génius, kterou ilustroval Vladislav Hřímalý

- Básně samouka. Praha: Volter a Zika, 1898
- Koloběh slávy a jiné skizzy. Praha: Máj, 1913
- Život v pravěku. Praha: J. Otto, ilustroval Jan Konůpek, 1918 [13]
- Pravěk. Praha: Veraikon, ilustroval Jan Konůpek, 1920
- Pravěk Čech, 1. díl. Praha: J. Otto, obrazové přílohy Jaroslava Panušky, 1921
- V jeskynním bludišti moravském. Praha: J. Otto, 1921
- Zátoka života. Praha: J. Otto, obrazové přílohy Jana Konůpka, 1922
- Rožmitálské obrázky. Praha: Šolc a Šimáček, 1922 [14]
- Extase, úžasy a vidění. Praha: V. Neubert a synové, ilustroval Cyril Bouda, 1922 [15]
- Neznámá dramata. Praha: Jan Svátek, ilustroval Vladislav Hřímalý, 1923
- Júdith. Praha: Jos. R. Vilímek, 1923 [16]
- Kořeny. Česká Třebová: Lukavský, obrazová příloha Vladislava Hřímalého, 1924 [17]
- Třemšín. Mladá Boleslav: Vačlena, ilustroval Adolf Doležal, 1924
- Obrazy z pravěku země české. Praha: J. Otto, obrazové přílohy Jana Konůpka, 1924
- Pravěk Čech, 2. díl. Praha: J. Otto, ilustroval Max Švabinský, 1925; 2. vydání 1931
- Malebné toulky po Čechách. Praha: Pražská akciová tiskárna, 1925 [18]
- Ostrov Ráb, perla Adrie. Praha: Pražská akciová tiskárna, 1925
- Večer na vranovickém dvoře. Mladá Boleslav: Vačlena, ilustroval František Vrobel, 1925
- Poušť. Praha: J. Otto, obrazové přílohy Jana Konůpka, 1926
- Pod žezlem Jahvovým. Praha: Sfinx, 1926 [19]
- Spargapises. Mladá Boleslav: Vačlena, ilustroval Ondřej Harlas, 1926
- Probíjení. Mladá Boleslav: Vačlena, obrazové přílohy Vladislava Hřímalého, 1926
- Čest. Praha: Ústřední nakladatelství a knihkupectví učitelstva československého, 1926-1927 [20]
- Eopsyché. Praha: Družstevní práce, obrazové přílohy Jana Konůpka, 1927; 2. vydání Praha: Šolc a Šimáček, 1930
- Sto a jeden den lovce dojmů, Praha: Sfinx, obrazové přílohy Kamila Zvelebila, 1928
- V kolébce Praslovanstva. Praha: Sfinx, obrazové přílohy Věnceslava Černého, 1928 [21]
- Kosmický smích. Praha: Sfinx, 1928
- Pravěk Čech, 3. díl. Praha: J. Otto, obrazové přílohy Jana Konůpka, 1929
- Nové rožmitálské obrázky. Praha: Šolc a Šimáček, 1929
- Mojžíš. Praha: Česká grafická unie, 1929
- Zarathuša. Praha: A. Neubert, 1930
- Cesta člověka. Praha: Šolc a Šimáček, 1931 [22]
- Luhačovické dojmy. Praha: Šolc a Šimáček, 1932 [23]
- Březnické obrázky. Praha: Šolc a Šimáček, 1932 [24]
- Jak vznikla kniha Březnických obrázků. Praha: Bozeň – Spolek rodáků a přátel města Březnice, 1933
- Uštvaný genius. Praha: Spolek rodáků a přátel města Rožmitálu pod Třemšínem, ilustroval Vladislav Hřímalý, 1934
- Věčné návraty. Praha: Československá grafická unie, dva díly, 1935
- Korespondence Jana Konůpka s R. R. Hofmeisterem z let 1917–1934. Praha: Okénko, ilustroval Jan Konůpek, 1942–1949
- Uštvaný génius a jiné příběhy. Praha: Středočeské nakladatelství a knihkupectví, ilustroval Alois Moravec, 1971
- Soumrak Slovanů. Český Těšín: Agave, 1998

### Rukopisy v pozůstalosti
- Průmyslové novely
- Kacířské legendy
- Jak se u nás žilo

### Soudní spor o autorská práva
V roce 1929 obvinil spisovatele Arnošta Cahu z porušení autorského práva. Vinil ho, že v knize V Pravěkém světě použil části Hofmeisterova díla Život v pravěku. Caha byl odsouzen k pokutě 1 000 Kč nebo 10 dnům vězení a náhradě útrat. Hofmeister se proti rozsudku, jako mírnému, odvolal. Části, které byly plagiátem, podrobně rozebral Karel Scheinpflug v časopise Přítomnost. Současně poukázal na to, že základní dějová linka Cahova Života v pravěku je velmi blízká Verneovu románu Cesta do středu země.

## Kultura

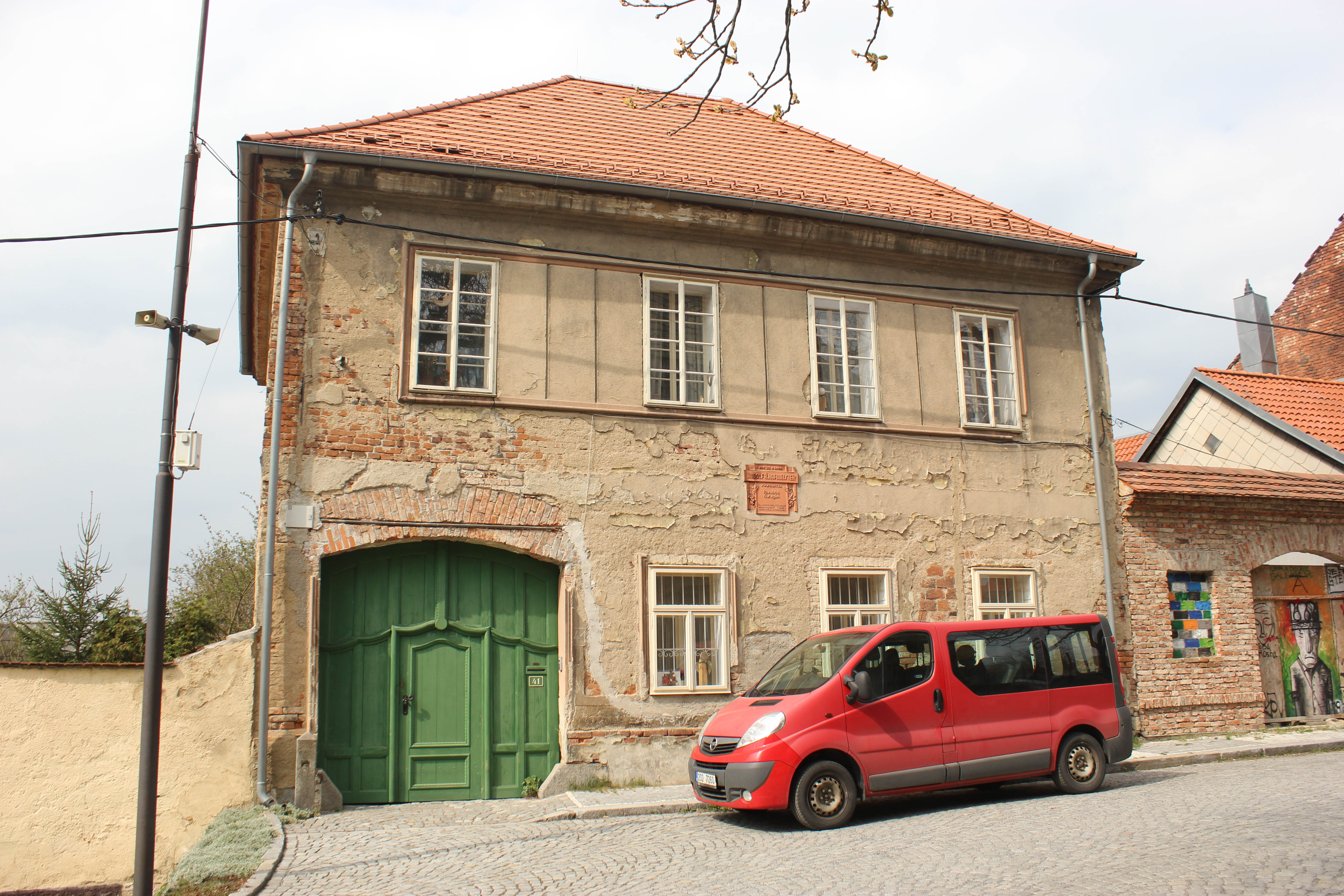
Hofmeistrův dům v Rožmitále

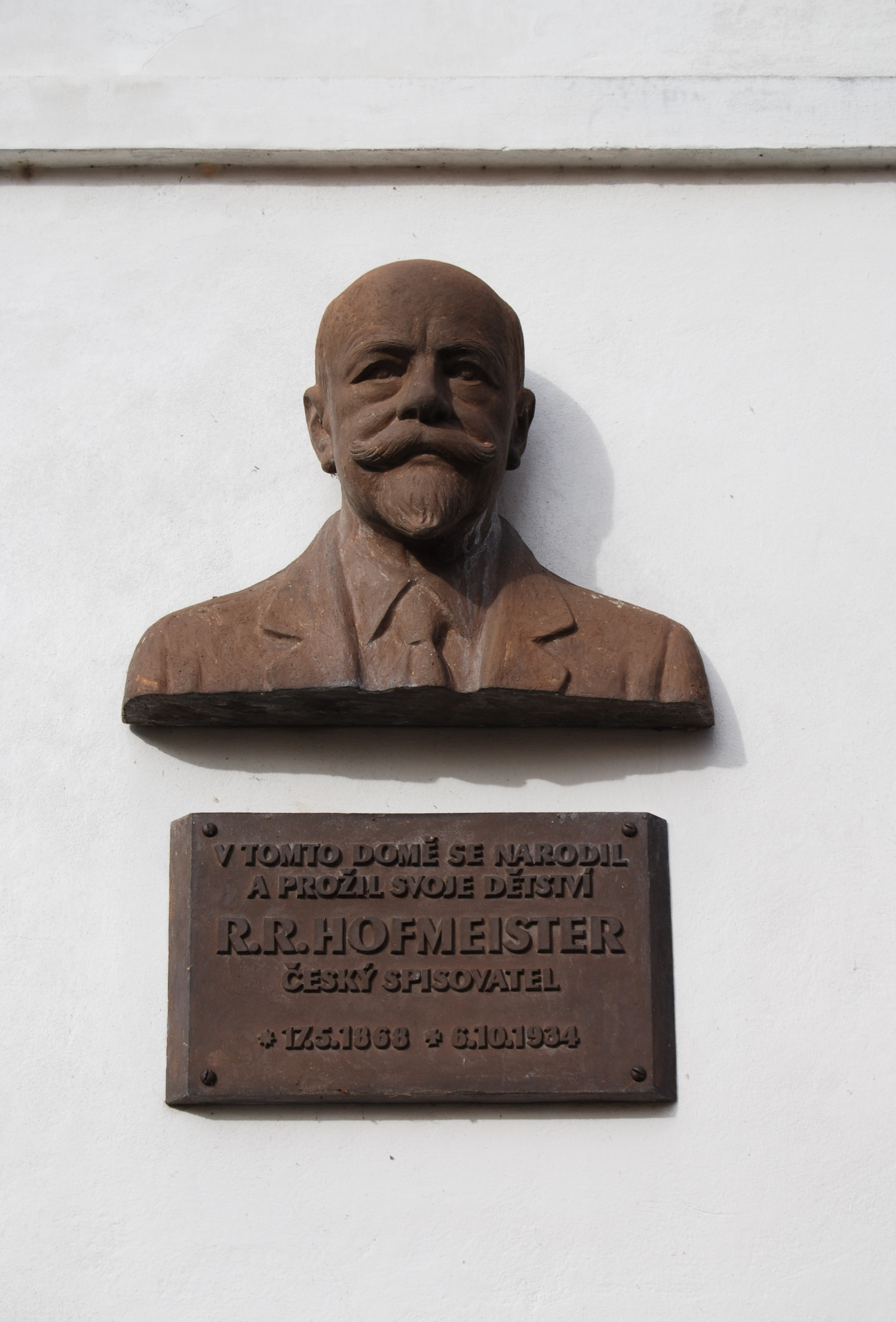
Pamětní deska na rodném domě Rudolfa Hofmeistera

V roce 2020 vznikl o životě R. Hofmeistra studentský film Tomáše Belky Rudolf Richard Hofmeister. Částečně hraný životopisný dokument měl premiéru měl 10. července 2020 ve Společenském centru v Rožmitále pod Třemšínem. Roli Rudolfa Hofmeistera si zahrál místní rodák a pamětník Miloslav Maroušek.